# Maurycy Lazarus
Maurycy Lazarus (ur. 1832 we Lwowie, zm. 30 kwietnia 1912 tamże) – żydowski bankier, polityk, filantrop, poseł do Sejmu Krajowego Galicji
Był członkiem Stowarzyszenia Żydów Postępowych. W 1873 wszedł w skład pierwszego żydowskiego komitetu wyborczego w historii na ziemiach polskich. W 1876 został wybrany posłem do Sejmu Krajowego Galicji z II kurii reprezentując izbę lwowską. Brał udział w I sesji parlamentu, na drugiej 19 września 1878 złożył mandat poselski. Był dyrektorem Galicyjskiego Banku Hipotecznego we Lwowie. Jako prezes zarządu szpitala żydowskiego w latach 1898-1903 własnym sumptem rozpoczął budowę nowego szpitala żydowskiego, nazwanego później jego nazwiskiem. Należał do Towarzystwa Przyjaciół Sztuk Pięknych we Lwowie. Był ojcem Fryderyki Lazarówny (1879-1942), nauczycielki, autorki książek dla dzieci oraz Herminy, żony posła na sejm II RP Hermana Diamanda.